# Фонтана, Феличе

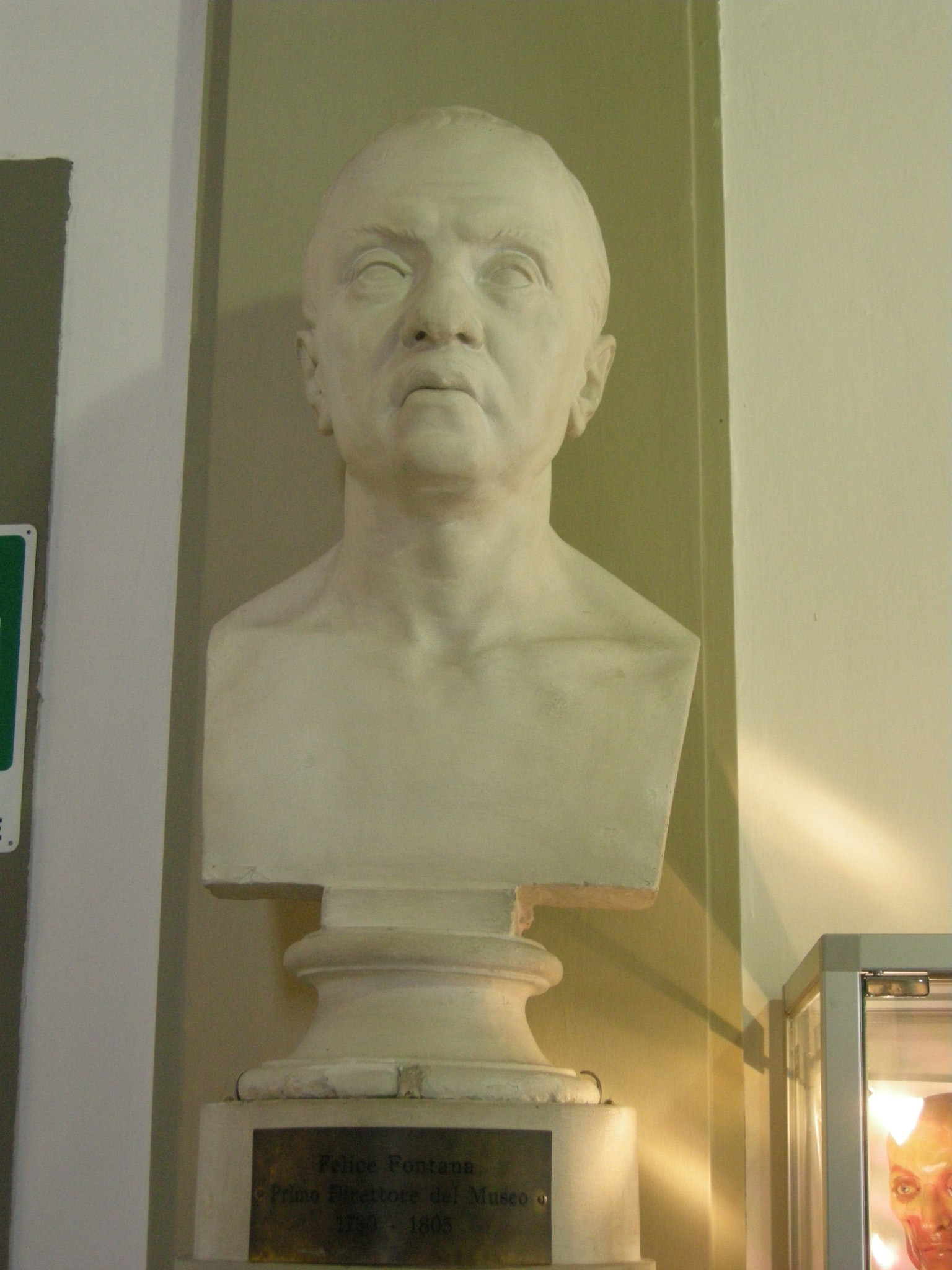
Бюст Феличе Фонтана

Феличе Фонтана (итал. Felice Fontana; 15 апреля 1730, Помароло — 10 марта 1805, Флоренция) — итальянский учёный-физик, натуралист и анатом, ботаник, химик. Известен открытием действия водяного пара на раскаленный уголь, которое он совершил в 1780 году.

## Биография
Родился 15 апреля 1730 года в итальянской коммуне Помароло. Учил анатомию и физиологию в Падуанском университете. В 1755 году он переехал в Болонью, а в 1765 году — в Пизу, где преподавал логику.
В 1755—1780-х годах Феличе путешествовал по Европе.
Его брат Грегорио Фонтана был известным математиком.